# Маягуана
Маягуана (англ. Mayaguana) — самый восточный остров и район Багамских Островов, и один из двух островов, которые сохранили аравакские названия.

## История
Остров Маягуана оставался необитаемым до 1812 года, когда на него начали постепенно переселяться обитатели близлежащих островов Теркс и Кайкос.
Бразильский историк Антонио Варнхаген (Antonio Varnhagen) высказал в 1824 году предположение, что Маягуана — это Гуанахани, первый остров, на котором высадился Христофор Колумб при открытии Нового света. Его теория почти не нашла поддержки.

## Населённые пункты
Самый крупный населённый пункт — Эйбрахамс-Бей (Abraham’s Bay) на южном берегу, другими населёнными пунктами являются Бетси-Бей (Betsy Bay) на востоке и Пайритс-Уэлл (Pirate’s Well) на севере.

## Население
На Маягуане насчитывается 277 жителей (2010 год). Большинство жителей живут рыболовством и возделыванием плодородных земель этой лесистой местности.

## Флора и фауна
На острове обитает грызун Багамская хутия (Geocapromys ingrahami), которого до середины 1960-х годов считали вымершим.

## Административное деление

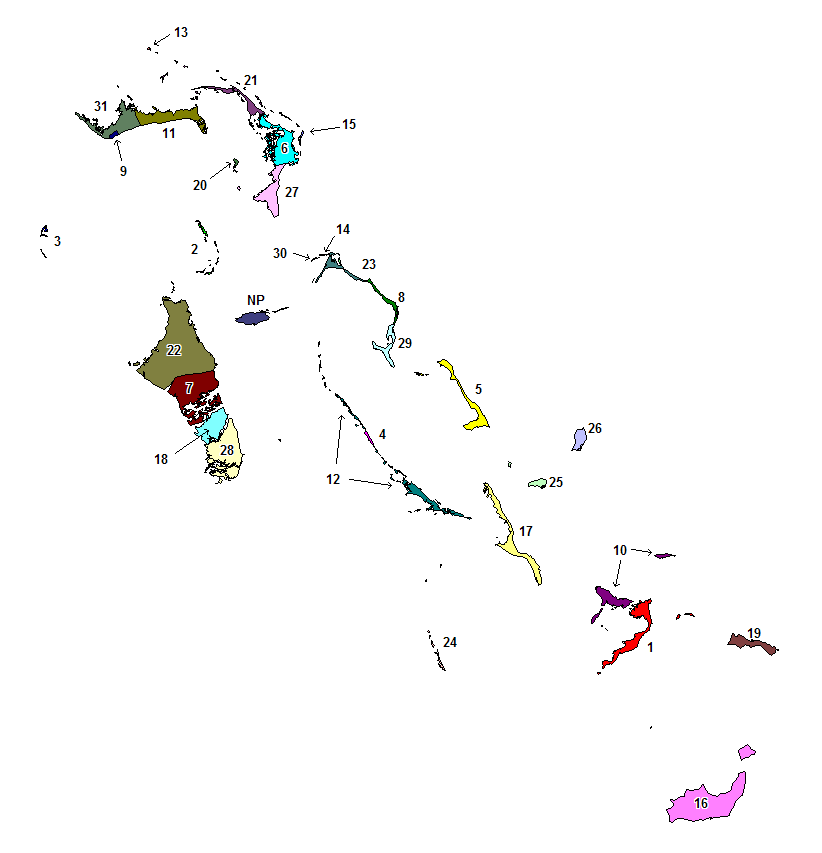
Карта районов Багамских островов

Маягуана — один из 32 районов Багамских островов. На карте он обозначен номером 19. Административный центр Района — населённый пункт Эйбрахамс-Бей (англ. Abraham’s Bay). Площадь района — 285 км². Население — 271 человек (2010).

## Экономика
Во время осуществления космических программ НАСА Меркурий и Аполлон на территории, которую ныне занимает Аэропорт Маягуаны, была размещена станция слежения за ракетами. Станция помогала астронавтам ориентироваться.
Недавно правительство Багам одобрило работу с группой американских инвесторов I-Group по созданию на Маягуане «зоны свободной торговли» одновременно с развитием туризма на территории, составляющей примерно 14 % площади острова. То есть это 14 % от общей площади суши, но реально это почти вся прибрежная зона. Предложение инвесторов встретило умеренное сопротивление со стороны маягуанцев, которые стремятся к экономическому росту, но опасаются грядущих перемен. Проект ещё находится на этапе планирования и имеет целью сохранить природу острова как спокойного объекта экотуризма, тем не менее обеспечивая устойчивый экономический рост.
Основным видом связи на Маягуане служит почтовый катер, который раз в неделю привозит почту.

## Туризм
Расположенный в 90 километрах к северу от Инагуа, остров Маягуана пользуется популярностью у яхтсменов как промежуточный пункт остановки на прямом пути в Карибское море.